# Türkische Fußballnationalmannschaft/Olympische Spiele
Die türkische Nationalmannschaft hatte ihr Debüt auf der olympischen Bühne bei den Spielen im Jahr 1924 in Paris. Insgesamt nahm die Mannschaft bisher sechs Mal an einem olympischen Fußballturnier teil, wo bei den Spielen 1948 und 1952 es bis ins Viertelfinale ging. Die letzte Teilnahme einer Mannschaft war bei den Spielen im Jahr 1960.

## Ergebnisse bei den Olympischen Spielen

### 1924
Bei der ersten Teilnahme an einem olympischen Fußballturnier, traf die Mannschaft im Achtelfinale auf die Tschechoslowakei. Gegen welche man mit 2:5 verlor.

### 1928
Diesmal ging es im Achtelfinale gegen Ägypten, aber auch diesmal verlor man wieder, diesmal mit 1:7.

### 1936
Wie auch bei den vorherigen Teilnahmen reichte es bei den Spielen 1936 wieder nur für ein Spiel und nach einem 0:4 schied man dann gegen Norwegen aus.

### 1948
Nach dem Ende des Zweiten Weltkriegs nahm man auch an den Spielen 1948 teil und siegte erstmals im Achtelfinale, mit einem 4:0 über die Republik China. Danach traf das Team im Viertelfinale auf Jugoslawien, welchem man mit 1:3 dann jedoch schließlich unterlag.

### 1952
Auch bei den Spielen im Jahr 1952 überstand man das Achtelfinale, nach einem 2:1-Sieg über die Niederländischen Antillen. Danach war jedoch gegen Ungarn im Viertelfinale durch eine 1:7-Niederlage Schluss.

### 1956
Eigentlich sollte die Türkei auch bei den Spielen im Jahr 1956 antreten, zog sich dann aber aufgrund von verschiedenen Problemen, größtenteils finanzieller Natur, von der Austragung zurück.

### 1960
In der Qualifikation für die Spiele 1960 traf die Türkei in der Gruppe Naher Osten auf den Irak und Libanon. Aber da der Libanon sich nach zwei Niederlagen gegen den Irak zurückzog, musste das Team nur noch gegen letzteren antreten und platzierte sich so durch zwei Sieg auf Platz 1 der Gruppe, was die Teilnahme am Turnier ermöglichte. In der Vorrunde ging es hier gegen Jugoslawien, Bulgarien und die Vereinigte Arabische Republik. Am Ende der Gruppenphase stand die Mannschaft schließlich mit 1:5 Punkten auf dem letzten Platz fest, da lediglich im letzten Spiel gegen die VAR ein 3:3 erzielt wurde; die beiden anderen Partien wurden verloren.

### 1964
Bereits in der 1. Runde unterlag man in der Qualifikation für die Spiele 1964 dann schon Italien mit 3:9 nach Hin- und Rückspiel.

### 1968
Bei der Qualifikation für die Spiele 1968 setzte es wieder eine Niederlage. Diesmal verlor man mit 2:6 gegen Bulgarien.

### 1972
In der ersten Runde ging es bei der Qualifikation diesmal gegen Spanien, die beiden Partien endeten am Ende zusammen mit 0:4.

### 1976
Die Türkei erhielt hier bei der Qualifikation ein Freilos und durfte gleich zur Gruppenphase einsteigen. Hier traf man auf Spanien und Bulgarien, konnte am Ende aber wieder nur mit 1:7 Punkten nur den letzten Platz einnehmen.

### 1980
Bei der Qualifikation für die Spiele im Jahr 1980 ging es in der ersten Runde gegen Österreich. Diese gewannen auch das Hinspiel mit 1:0, wodurch die Türkei durch ihr 2:1 im Rückspiel dieses Ergebnis wieder egalisierte. Dadurch wurde ein Elfmeterschießen nötig, an dessen Ende das türkische Team mit 4:3 als Gewinner feststand. In der Gruppe gegen Jugoslawien und Italien lief es dann aber nicht mehr so gut und man verlor alle Spiele und landete so mit 0:8 Punkten wieder am Grund der Tabelle.

### 1984
In der Qualifikation sollte die Mannschaft gegen die Sowjetunion, Ungarn, Bulgarien und Griechenland spielen, zog sich vor der Austragung von Partien von der Qualifikation wieder zurück.

### 1988
Ähnlich wie bei den Qualifikationsspielen des vorherigen Turniers erging es der Mannschaft auch bei den für die Spiele 1988 nicht besser. Diesmal bestritt man zwar Partie, landete gegen die Sowjetunion, Bulgarien, die Schweiz und Norwegen jedoch wieder nur auf dem letzten Platz mit vier Punkten.

### Seit 1992
Ab den Spielen 1992 wurden die europäischen Startplätze bei den Spielen über die Platzierung bei der U-21-Europameisterschaft vergeben. Lediglich für die Europameisterschaft 2000 konnte sich die U-21 bislang überhaupt qualifizieren und schied hier auch nach der Gruppenphase aus. Damit nahm die Mannschaft seitdem auch nicht mehr an einem olympischen Fußballturnier teil.